# Swertia bimaculata
Swertia bimaculata là một loài thực vật có hoa trong họ Long đởm. Loài này được (Siebold & Zucc.) Hook. f. & Thomson ex C.B. Clarke miêu tả khoa học đầu tiên năm 1875.